# Parra (apellido)
Parra (hebreo: גֶּפֶן y sin puntuación diacrítica גפן) es un apellido procedente de la zona castellana que tiene diversos orígenes.

## Origen

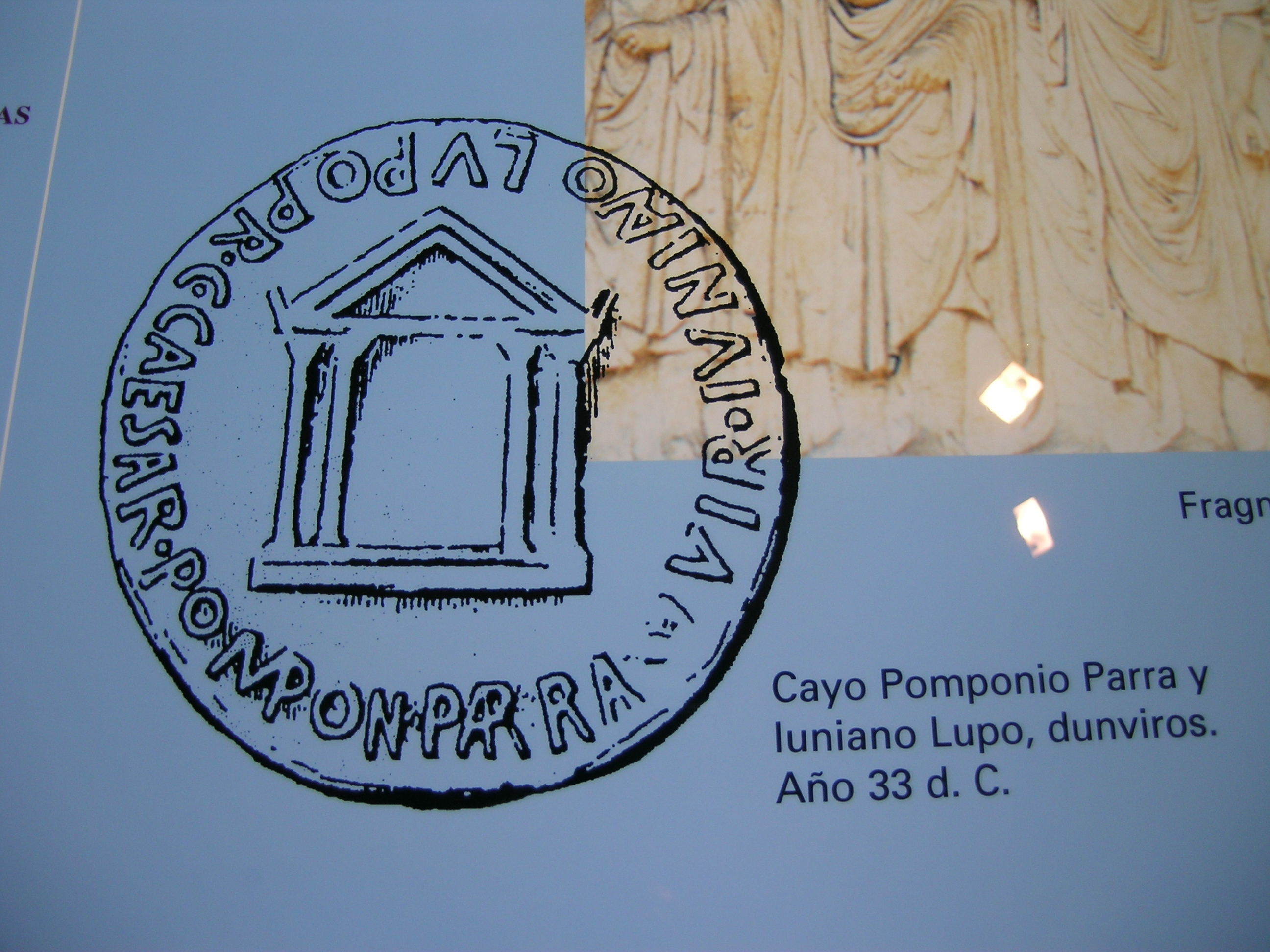

Entre los judíos serfardíes, el apellido es toponímico de la villa de La Parra, Badajoz, donde existió una numerosa comunidad judía antes de su expulsión de España mediante el Edicto de Granada en 1492. Se cree que el origen del apellido radica en la simbología de la parra y la viña, que para los judíos viene a significar el Pueblo de Israel que crece y se multiplica. Así los campos de viñas eran llamados “campos de rosas” por ser Israel la “rosa mística”.
Muchos de sus descendentes, algunos conversos, se exiliaron en Portugal y Países Bajos, especialmente en Ámsterdam. En España se produjeron numerosas conversiones forzosas al Cristianismo, razón por la cual el apellido figura en las listas de la Inquisición y de la Iglesia Católica. A comienzos del siglo XIX en la ciudad de Buda, en Hungría, se censan más de medio millar de sefardíes con el apellido Parra.
Se han encontrado evidencias antiguas del apellido en el Museo del Teatro de Caesaraugusta de Zaragoza, donde se encuentra una moneda del año 33 d.c con el apellido de dos dunviros de Zaragoza. Uno de ellos era el hispanorromano que se llamaba Cayo Pomponio Parra.
Se cree que otro de los orígenes del apellido Parra proceda de los lejanos tiempos de la Reconquista en los cuales diversos caballeros prestaron sus servicios a reyes y nobles españoles que lucharon contra los musulmanes. Así el apellido establece solares muy importantes en tierras de Andalucía, destacando las casas de Albacete, Sevilla, Jaén y Linares (Jaén). Las tierras que se ocupaban en las conquistas eran otorgadas a estos valerosos caballeros que establecieron el linaje familiar en dichos lugares. Posteriormente, miembros de la familia Parra se trasladaron a otras zonas de la península ibérica.

## Apellidos derivados
A veces, por razones fonéticas o de tipo lingüístico, de un apellido proceden diversos derivados. Aunque no todos ellos tienen la misma historia o el escudo de armas. En el caso del apellido Parra se considera derivada la forma en plural Parras o De la Parra.

## Armas
Las armas principales del apellido, según detalla Fernando González-Doria, son:
Escudo cuartelado: 1º y 4º, en campo de plata, un lobo de sable, andante, y 2º y 3º, en campo de azur, un brazo armado de oro, con espada de plata en la mano, perfilada de sable.